# Ejgayehu Taye
Ejgayehu Taye (* 10. Februar 2000 in Mendida, Oromia) ist eine äthiopische Leichtathletin, die sich auf den Langstreckenlauf spezialisiert hat.

## Sportliche Laufbahn
Erste internationale Erfahrungen sammelte Ejegayehu Taye 2018 bei den U20-Weltmeisterschaften in Tampere, bei denen sie in 15:30,87 min die Silbermedaille im 5000-Meter-Lauf hinter der Kenianerin Beatrice Chebet gewann. Im Jahr darauf belegte sie bei den Afrikaspielen in Rabat in 15:39,94 min den fünften Platz. 2021 startete sie bei den Olympischen Spielen in Tokio und belegte dort in 14:41,24 min den fünften Platz über 5000 Meter. Ende August wurde sie beim Meeting de Paris mit 8:19,52 min Zweite über 3000 Meter und stellte damit einen neuen äthiopischen Landesrekord auf. Wenige Tage später wurde sie auch beim Memorial Van Damme mit 14:25,63 min Zweite über 5000 Meter und bei Weltklasse Zürich wurde sie nach 14:31 min Dritte. Am letzten Tag des Jahres lief sie in Barcelona mit 14:19 min ein neuer Weltrekord im 5-km-Straßenlauf. 2022 trat Taye bei den Hallenweltmeisterschaften in Belgrad an und gewann dort in 8:42,23 min die Bronzemedaille über 3000 Meter hinter ihrer Landsfrau Lemlem Hailu und Elle Purrier St. Pierre aus den Vereinigten Staaten. Ende Mai siegte sie in 14:12,98 min über 5000 Meter beim Prefontaine Classic und anschließend gelangte sie bei den Weltmeisterschaften in Eugene mit 30:12,45 min auf Rang sechs über 10.000 Meter. Daraufhin wurde sie beim Memoriał Kamili Skolimowskiej in 8:40,14 min Zweite über 3000 Meter. 2023 wurde sie beim Meeting de Paris in 14:13,31 min Dritte über 5000 Meter und anschließend gewann sie bei den Weltmeisterschaften in Budapest in 31:28,31 min die Bronzemedaille über 10.000 Meter hinter ihren Landsfrauen Gudaf Tsegay und Letesenbet Gidey. Zudem belegte sie über 5000 Meter in 14:56,85 min im Finale den fünften Platz. Im September wurde sie beim Prefontaine Classic in 14:21,52 min Dritte und im Oktober gewann sie bei den Straßenlauf-Weltmeisterschaften in Riga in 14:40 min die Bronzemedaille über 5 km hinter den Kenianerinnen Beatrice Chebet und Lilian Kasait Rengeruk. Im Jahr darauf wurde sie bei der Doha Diamond League in 14:29,26 min Zweite über 5000 Meter und auch beim Prefontaine Classic wurde sie mit 14:18,92 min Zweite. Im August belegte sie bei den Olympischen Sommerspielen in Paris mit 14:32,98 min im Finale den sechsten Platz. Bei Weltklasse Zürich wurde sie in 14:28,76 min Zweite.

## Persönliche Bestzeiten
- 3000 Meter: 8:19,52 min, 28. August 2021 in Paris
  - 3000 Meter (Halle): 8:26,77 min, 17. Februar 2022 in Liévin
- 5000 Meter: 14:12,98 min, 27. Mai 2022 in Eugene
- 10.000 Meter: 29:50,52 min, 14. Juni 2024 in Nerja
- 5 km Straßenlauf: 14:19 min, 31. Dezember 2021 in Barcelona (ehemaliger Weltrekord)